# Cztery diabły
Cztery diabły (ang. 4 Devils, Four Devils) – amerykański film z 1928 roku w reżyserii Friedricha Wilhelma Murnaua.

## Nagrody i nominacje
| Nazwa nagrody | Wygrane            | Nominacje                                                        |
| ------------- | ------------------ | ---------------------------------------------------------------- |
| Oscar         | 1930 bez rezultatu | 1930 Najlepsze zdjęcia Ernest Palmer również za film Anioł ulicy |